# Liste der Monuments historiques in Carhaix-Plouguer
Die Liste der Monuments historiques in Carhaix-Plouguer führt die Monuments historiques in der französischen Gemeinde Carhaix-Plouguer auf.

## Liste der Bauwerke
| Bezeichnung                              | Beschreibung | Standort                       | Kennzeichnung | Schutzstatus | Datum | Bild           |
| ---------------------------------------- | ------------ | ------------------------------ | ------------- | ------------ | ----- | -------------- |
| Römischer Aquädukt                       |              | Rue de l’Aqueduc-Romain (Lage) | PA00089858    | Classé       | 1862  | weitere Bilder |
| Château de Kerampuil (Schloss)           |              | (Lage)                         | PA00089859    | Inscrit      | 1965  | weitere Bilder |
| Portal des ehemaligen Augustinerklosters |              | Impasse Marat (Lage)           | PA00089860    | Inscrit      | 1931  |                |
| Kirche St-Pierre                         |              | Rue de l’Église (Lage)         | PA00089861    | Classé       | 1914  | weitere Bilder |
| Kirche St-Trémeur                        |              | Place de Verdun (Lage)         | PA00089862    | Classé       | 1921  | weitere Bilder |
| Haus                                     |              | 1, rue Brizeux (Lage)          | PA00089864    | Inscrit      | 1932  |                |
| Haus                                     |              | 5bis, rue Brizeux (Lage)       | PA00089865    | Inscrit      | 1932  |                |
| Maison du Sénéchal                       |              | 8, rue Brizeux (Lage)          | PA00089863    | Classé       | 1922  | weitere Bilder |

## Liste der Objekte
- Monuments historiques (Objekte) in Carhaix-Plouguer in der Base Palissy des französischen Kultusministeriums